# GSC3663-1108
GSC3663-1108 — хімічно пекулярна зоря спектрального класу A2, що має видиму зоряну величину в смузі V приблизно  9,9.